# Радимир Чачич
Ра́димир Ча́чич (хорв. Radimir Čačić, нар.11 травня 1949, Загреб, Хорватія) — хорватський політик і підприємець, колишній перший віце-прем'єр і міністр економіки в уряді Зорана Мілановича та голова Хорватської народної партії, нинішній жупан Вараждинської жупанії та голова ліберальної партії «Народна партія — реформісти».

## Молоді роки
Після закінчення в 1973 році архітектурного факультету Загребського університету працював в одній загребській фірмі, доки не переїхав у Вараждин, де працевлаштувався в будівельній компанії Zagorje. Спільно з низкою партнерів у 1979 році залишив Zagorje і заснував будівельну компанію DP Coning. У 1989 році югославська Торгово-промислова палата присвоїла йому звання Менеджер року. За час своєї підприємницької діяльності Чачич накопичив значні статки і, коли в березні 1989 року закони було змінено, щоб дозволити приватизацію, він витратив 750 000 німецьких марок на викуп 25% акцій у своїй старій компанії Zagorje, а згодом об'єднав обидві компанії, при цьому втрачаючи деякі робочі місця.

## 1990-і
Спочатку він прийшов у політику в 1989 році через Коаліцію народної згоди (хорв. Koalicija narodnog sporazuma) — блок поміркованих націоналістичних і ліберальних партій, сформований напередодні перших багатопартійних виборів у Хорватії, які відбулися 22 квітня 1990 року. Але успіху на виборах не досяг. У 1990 і 1991 роках із Чачичем на посаді директора DP Coning долучався до невдалого проекту будівництва в Дубровнику.
Під час хорватської війни за незалежність Чачич був бригадиром молодої хорватської армії. У Битві за казарми він очолив у вересні 1991 року переговори з Югославською Народною армією, щоб та покинула вараждинські казарми, та зголосився бути заручником, щоб запевнити роззброєних військовослужбовців, що їх буде благополучно доправлено в Сербію. Пізніше його було нагороджено Медаллю у пам'ять про Вітчизняну війну та Орденом князя Домагоя.
У 1991—1992 роках фірма DP Coning залучилася до іншого, набагато більшого, але теж провального проекту будівництва, цього разу в Ізраїлі. Через це фірма пізніше загрузла в судових позовах на багато мільйонів доларів. DP Coning було перетворено на холдинг Coning з декількома дочірніми компаніями, а холдинг пізніше було перейменовано на Ingprojekt. Цю угоду було згодом скасовано в судовому порядку, але Чачич вже встиг продати або передати свої пакети акцій групи компаній Coning якійсь законній фірмі. Справи бізнесу Чачича широко використовувалися проти нього, коли він активніше долучився до політичного життя, а за ту ізраїльську справу його одного разу ославив Мирослав Рожич. Станом на 1995 рік він був одним із небагатьох хорватських політиків, які збагатилися ще до вступу на державну службу, хоча під час його пізнішої політичної діяльності його багатство примножиться.
Він був наступником Савки Дабчевич-Кучар на посаді голови Хорватської народної партії і займав цю посаду протягом шести років. Його у свою чергу змінила Весна Пусич, тоді як Чачич став головою центрального комітету партії. На парламентських виборах 1995 року його було обрано депутатом хорватського парламенту.

## 2000-і
На  виборах 2000 року ХНП завоювала кілька місць у хорватському парламенті і взяла участь у шестисторонній коаліції, яка сформувала уряд на чолі з Івіцею Рачаном. Чачич був єдиним членом ХНП в уряді, але отримав впливовий і доречний пост міністра громадських робіт, реконструкції та будівництва, який надав йому доступ до багатьох спонсорованих урядом проектів.
Радимир Чачич відіграв вирішальну роль у відродженні проекту будівництва автомагістралі Загреб—Спліт, налагоджуючи більш життєздатну модель фінансування — ту, яка не підтримувала корпорацію Бехтель настільки, наскільки контракти, підписані Хорватським демократичним союзом як до, так і після Чачича. Міністерство влаштувало тендери, щоб вибрати будівельні організації, які будуватимуть нову дорогу, і цей метод виявився успішним у розгортанні повномасштабного будівництва. Коли Чачич ішов з посади, відрізки від Карловаця до Задара було в основному завершено, а інші було також частково збудовано.
Чачич також допоміг організувати публічний, спонсорований державою проект житлового будівництва для молодих сімей — першу таку спробу в новітній Хорватії. Будівлі пізніше прозвали на його честь Čačićevi stanovi (Чачичеві квартири).
Після виборів 2003 року ХНП повернулася в опозицію, але Чачич зберіг місце в парламенті.
Нове керівництво ХДС організувало парламентську слідчу комісію у справі здогадних правопорушень Чачича: його було звинувачено в конфлікті інтересів, враховуючи те, що його давня компанія Coning отримала і контракт на будівництво шосе Загреб—Спліт. Однак після подальшого розслідування з Чачича було знято всі звинувачення. У грудні 2006 року парламентська слідча група ХДС зібралася знову і змінила своє попереднє рішення, заявивши, що Чачич дійсно був у конфлікті інтересів у зв'язку з дванадцятьма контрактами на суму 132 000 000 кун, підписаними з компаніями, що мали відношення до Чачича, які було належним чином зареєстровано згідно з відповідним законодавством безвідносно до Чачича. Він, у свою чергу, наполягав, що це безглуздий відхід від принципу, і що він уже порвав зі своїми старими компаніями, та намагався повернути хід справи в суді в зворотний бік, але це було відхилено Загребським судом у 2007 році. Він оскаржив вирок, і його було зрештою відхилено Конституційним судом Хорватії в 2010 році.
У 2005 році його партія перемогла на місцевих виборах у Вараждинській жупанії, а Чачич став 9 червня жупаном даного округу. В червні 2008 року, після того, як два депутати ХНП в окружній раді перейшли в опозицію, його було замінено на цій посаді.

## 2010-і
8 січня 2010 р. він був головним учасником серйозного ДТП на автомагістралі М7 в Угорщині, де в результаті одержаних при автомобільному зіткненні травм загинули два пасажири. «Chrysler 300» Чачича в густому тумані врізався в зад автомобіля «Škoda Fabia».  Услід за цим Чачич викликав поліцію. Йому було пред'явлено звинувачення судом медьє Шомодь та звільнено під заставу в 1000€. За угорським законодавством тепер йому загрожував тюремний строк. Цей інцидент призвів до того, що Чачич подав у відставку з посади голови Хорватської тенісної асоціації, яку пізніше було відхилено правлінням федерації. У червні суд першої інстанції виніс Чачичеві у цій справі умовний вирок про позбавлення волі на 22 місяці.
На хорватських парламентських виборах у 2011 році Чачич представляв свою партію ХНП в коаліції Кукуріку і був одним із перших у списку кандидатів по третьому виборчому округу Хорватії. У цьому окрузі коаліція здобула 52,73% голосів.
14 листопада 2012 Апеляційний суд в Угорщині змінив умовний вирок суду нижчої інстанції на реальний, засудивши Чачича до 22-х місяців позбавлення волі. Після оголошення вироку Чачич заявив у столиці Хорватії Загребі, що подав у відставку зі своїх посад віце-прем’єр-міністра і міністра економіки Хорватії. За умовами вироку він мав право просити умовно-дострокового звільнення після відбуття половини строку.
У січні 2014 року Чачича виключили з ХНП. На волю він вийшов у червні 2014 року, відсидівши у в’язниці рік зі свого 22-місячного строку покарання.
28 вересня 2014 року він став першим головою заснованої ним партії Народна партія — реформісти.